# Da Capo (álbum de E.N.I.)
Da capo es el tercer álbum del grupo croata E.N.I. en 2003. El álbum supuso la vuelta de E.N.I. a la escena musical de su país, tras una pausa de cinco años desde su álbum anterior Saten (1998), así como un cambio de discográfica (la eslovena Dallas Records) y de imagen mucho más madura, dejando atrás la imagen de grupo adolescente que hizo famosas a las cuatro integrantes. 
El álbum gozó de gran popularidad en ciertos países balcánicos, sobre todo gracias a los sencillos Mara Pogibejcic (en colaboración con el grupo croata LET3), Ti si moja ruza y una versión de la canción Rijetko te vidam sa djevojkama (Raramente te veo con chicas) del grupo serbio Idoli, que ha sido siempre en la antigua Yugoslavia un himno para la comunidad gay. 

## Canciones del disco
- 1. TI SI MOJA RUZA
- 2. MARA POGIBEJCIC feat. LET 3
- 3. RIJETKO TE VIDJAM SA DJEVOJKAMA
- 4. NE ZURI DJEVOJCICE feat. OLIVER
- 5. SAMO JEDNOM SE LJUBI
- 6. VECERAS
- 7. CA JE CA feat. EL BAHATTEE
- 8. SAMA
- 9. BEZ PITANJA
- 10. ORION

bonus: 
- 11. TI SI MOJA ROZA
- 12. VECERAS DJ SHARK REMIX
- 13. RIJETKO TE VIDJAM SA DJEVOJKAMA WIKLUH SKY M.C